# L'Amazone du mont Everest
L'Amazone du Mont Everest est un roman de Jean de la Hire publié en 1925 aux éditions Ferenczi & fils. Ce roman est la troisième aventure de la saga littéraire mettant en scène Le Nyctalope.

## Synopsis
Léo Saint-Clair le Nyctalope monte une expédition pour atteindre le sommet de l'Everest. Il découvre sur place une civilisation perdue dotée d'une technologie avancée. Cependant son arrivée déclenche un coup d'état, c'est pourquoi il se joint à la reine des Amazones pour l'aider à rétablir son pouvoir.

## Autour de l'œuvre
Ce volume clôt la première période des aventures du Nyctalope qui offrait une certaine continuité des personnages secondaires entourant Léo Saint-Clair, particulièrement en ce qui concerne la famille de Ciserat et ses serviteurs Pilou et Corsat.

## Publications
- 1925. Parution aux éditions Ferenczi sous le titre : L'Amazone du Mont Everest dans la collection « Les Romans d'aventures » n°1.
- 1933. Réédition par Ferenczi sous le titre La Madone des cimes dans la collection « Voyages et Aventure » n°2 : version abrégée de l'édition de 1925[2].
- 1953. Réédition chez André Jaeger sous le titre Le Mystère de l'Everest dans la collection « Les grandes aventures du Nyctalope » n°5 : version modifiée par rapport à l'édition de 1925[2].